# Caeneressa zernyi
Caeneressa zernyi är en fjärilsart som beskrevs av Obraztsov 1957. Caeneressa zernyi ingår i släktet Caeneressa och familjen björnspinnare. Inga underarter finns listade i Catalogue of Life.